# 董威 (成化進士)
董威（1452年—？），字德隅，直隸廣平府威縣人，民籍，明朝政治人物。

## 生平
成化十三年（1477年）丁酉科順天鄉試第八十七名舉人，二十三年（1487年）中式丁未科會試第二百九十五名，二甲第九名進士。授南京戶部主事，歷員外郎，升郎中，清慎自持，會計必當。弘治十五年九月升江西左參議，平心應物，安重不擾。忤劉瑾，矯詔罰谴輸粟居庸，至罄囊橐，了無怨色。起貴州參政，即求去。優遊林下二十餘年，卒。

## 家族
曾祖董海；祖父董興；父董瓛，字文玉，母劉氏。慈侍下。